# دورروهرسدورف-دیترسباخ
دورروهرسدورف-دیترسباخ (به آلمانی: Dürrröhrsdorf-Dittersbach) یک شهر در آلمان است که در زکزیشه شوایتس-اوسترتسگبیرگه واقع شده‌است. دورروهرسدورف-دیترسباخ ۴٬۶۰۹ نفر جمعیت دارد.